# خون ما (فیلم)
خون ما (به هندی: Apna Khoon) فیلمی محصول سال ۱۹۷۸ و به کارگردانی بابار سوباش است. در این فیلم بازیگرانی همچون شاشی کاپور، هما مالینی، آشوک کومار، پران ایفای نقش کرده‌اند.

## بازیگران و صداپیشگان
| نقش        | بازیگر     | دوبلُر           |
| رام/راجا   | شاشی کاپور | خسرو خسروشاهی   |
| گیتا       | هما مالینی | شهلا ناظریان    |
| بازرس ورما | پران       | نصرالله مدقالچی |
| سوندار     | انور حسین  | ناصر احمدی      |
| خان        | امجد خان   | صادق ماهرو      |
| پدر گیتا   | آشوک کومار | فرشید فرزان     |